# Воеводское (Полтавская область)
Воеводское (укр. Воєводське) — село,
Скибовский сельский совет,
Чутовский район,
Полтавская область,
Украина.
Код КОАТУУ — 5325483005. Население по данным 1987 года составляло 30 человек.
Село ликвидировано в 2003 году .

## Географическое положение
Село Воеводское находится
в 1,5 км от левого берега реки Ковалевка,
на расстоянии в 0,5 км от села Байрак и в 2-х км от села Скибовка.

## История
- Покидать село люди стали из-за того, что периодически оставались отрезанными от твердой дороги из-за затопленного оврага.
- 2003 — село ликвидировано[1].